# 横浜疑獄事件
横浜疑獄事件（よこはまぎごくじけん）は、1934年に横浜市役所で起きた汚職事件（疑獄）である。

## 概要
神奈川県営水道で起きた汚職事件の捜査が端緒となり、1934年9月に横浜市土木局・水道局・電気局の各局長、助役が警察に拘引された。